# Římskokatolická farnost Zbyslav
Římskokatolická farnost Zbyslav je územním společenstvím římských katolíků v rámci kutnohorsko-poděbradského vikariátu královéhradecké diecéze.

## O farnosti

### Historie
Zbyslav patří k nejstarším doloženým obcím v regionu. Duchovní správa je zde doložena v roce 1352. Gotický farní kostel v 16. století vyhořel a byl opraven v renesančním stylu. V letech 1658-1660 byl vystavěn kostel nový v barokním stylu s využitím některých starších renesančních konstrukcí. Farnost přestala ve 20. století být obsazována sídelním duchovním správcem. 

### Současnost
Farnost je administrována ex currendo ze Žlebů.
| Fotografie | Kostel                         | Místo       | Bohoslužba             | Bohoslužba             | Poznámka        |
| ---------- | ------------------------------ | ----------- | ---------------------- | ---------------------- | --------------- |
|            | Kostel sv. Václava             | Bílé Podolí | neslouží se pravidelně | neslouží se pravidelně | filiální kostel |
|            | Kostel Nanebevzetí Panny Marie | Starkoč     | neslouží se pravidelně | neslouží se pravidelně | filiální kostel |
|            | Kostel Nejsvětější Trojice     | Zbyslav     | neslouží se pravidelně | neslouží se pravidelně | farní kostel    |